# Truro (Canada)
Truro is een plaats (town) in de Canadese provincie Nova Scotia en telt 11.765 inwoners (2006). De oppervlakte bedraagt 37,62 km².